# Тульская группа говоров
Тульская группа го́воров — южнорусские говоры, распространённые на большей части Тульской области, северо-восточной части Калужской области, а также в приграничных с Тульской областью районах Московской и Липецкой областей. Являются частью межзональных говоров типа Б южного наречия наряду с елецкими и оскольскими говорами, которые размещены в области взаимопересечения изоглосс расположенных к западу Курско-Орловской группы говоров и юго-западной диалектной зоны I пучка и изоглосс расположенной к востоку Восточной (Рязанской) группы говоров. Тульские говоры выделены в самостоятельную группу в пределах межзональных говоров по наличию в них ряда местных диалектных черт, которые образуют пучок изоглосс, вместе с тем пучок изоглосс, очерчивающих территорию Тульской группы в отличие от пучков изоглосс основных групп говоров, размещённых внутри ареалов диалектных зон формируется небольшим числом диалектных черт.
Говоры Тульской группы, как и другие межзональные говоры типа Б, сформировались в результате междиалектного взаимодействия носителей рязанских и курско-орловских говоров. Особенностью тульских говоров является также влияние на образование их языкового комплекса центрального типа, в частности, московских говоров.
Тульские говоры размещены в северных и центральных районах ареала южного наречия, они характеризуются всеми южнорусскими диалектными особенностями, чертами юго-восточной диалектной зоны и чертами, общими для межзональных говоров типа Б южного наречия. Спецификой тульских говоров является отсутствие в них всех явлений южной диалектной зоны, ряда явлений юго-восточной диалектной зоны и даже южного наречия. Неравномерно в них распространены и языковые явления юго-западной диалектной зоны I пучка и соседних групп говоров вплоть до полного отсутствия ряда явлений. Также тульские говоры характеризуются рядом черт центральной локализации, в большинстве своём совпадающим с чертами литературного языка.
Для тульских говоров характерны такие диалектные явления, как: умеренное яканье; формы родительного и дательного падежа личных и возвратного местоимений менê, тебê, себê при возможных в дательном падеже форм мнê, тебê, себê; отсутствие следов различения фонем /о/ и /ô/, /е/ и /ê/; произношение слова де́вер’ с ударным е́; наличие словоформы морква́; распространение слов ча́пельник «приспособление для доставания сковороды из печи», куру́шка, ку́рка «наседка» и т. д.

## Вопросы классификации
| Классификация: - Русский язык - Южнорусское наречие - Межзональные говоры типа Б Тульская группа говоров на карте говоров южнорусского наречия (При нажатии на изображение территории какой-либо группы говоров будет осуществлён переход на соответствующую статью) |

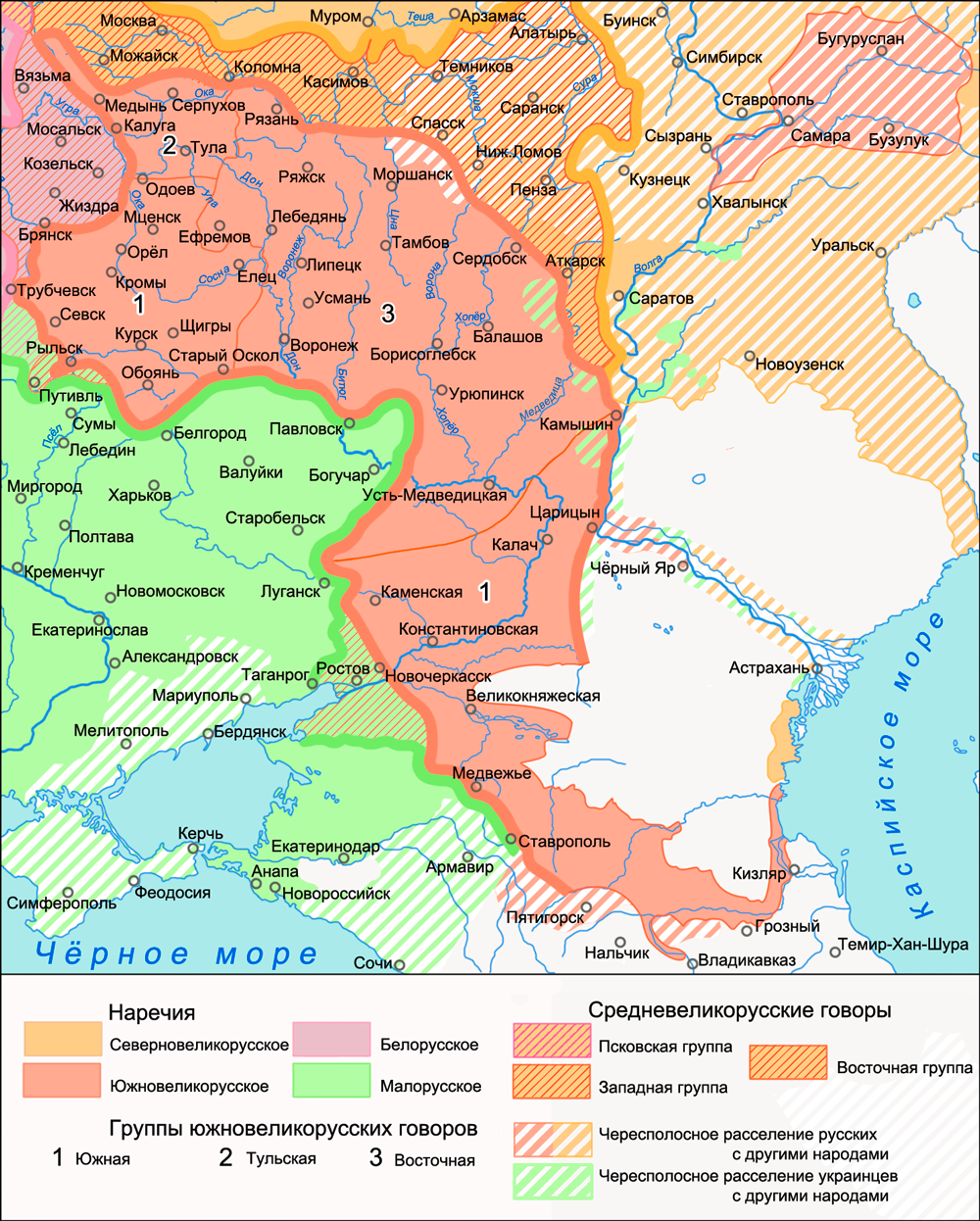
Южновеликорусское наречие (фрагмент диалектологической карты русского языка 1914 года)

Тульская группа говоров была выделена на первой диалектологической карте русского языка, составленной в 1914 году, её территория в основном совпадает с территорией современных говоров Тульской группы (тульские говоры на диалектологической карте 1964 года занимают бо́льшую по площади территорию за счёт включения в неё части говоров Восточной группы на карте 1914 года в районе Ефремова). В современном диалектном членении русского языка говоры Тульской группы вместе с елецкими и оскольскими говорами образуют в составе южнорусского наречия межзональные говоры, переходные от Курско-Орловской группы говоров (в центральной части южнорусского ареала) к Рязанской группе говоров (в восточной части южнорусского ареала).

## Особенности говоров
Территория Тульской группы говоров размещена внутри ареалов южнорусского наречия и юго-восточной диалектной зоны, в соответствии с чем языковой комплекс тульских говоров содержит бо́льшую часть южнорусских диалектных черт, а также большинство черт юго-восточной диалектной зоны. В области распространения тульских говоров кроме того непоследовательно распространены черты ареала I пучка изоглосс юго-западной диалектной зоны. Как и в елецких и оскольских говорах, но в меньшей степени в тульских распространён ряд диалектных черт Курско-Орловской и Рязанской групп говоров, при этом кроме распространения курско-орловской словоформы свекро́в’йа и рязанского ассимилятивного смягчения [к] после парных мягких согласных, /ч/ и /j/ все остальные черты этих групп не охватывают полностью тульскую диалектную территорию. Помимо этого тульские говоры характеризуются чертами, общими для всех межзональных говоров типа Б южного наречия, а также небольшим числом местных диалектных явлений. К особенностям Тульской группы говоров следует отнести отсутствие в ней черт южной диалектной зоны и наличие черт центральной диалектной зоны, что отличает их не только от остальных межзональных говоров, но и от всех говоров южного наречия.

### Южнорусские диалектные черты
Говоры Тульской группы характеризуются отсутствием такой южнорусской черты, как распространение форм личных и возвратного местоимений с различением основ родительного-винительного падежа (менê, тебê, изредка тобê, себê, изредка собê) сравнительно с дательным-предложным падежом (мнê, реже менê, тобê, собê). Кроме того отмечается отсутствие мягкого окончания -т’ у глаголов в форме 3-го лица единственного и множественного числа настоящего времени. Все остальные черты представлены в тульских говорах, среди них отмечаются такие основные диалектные черты, как:
1. Аканье (неразличение гласных неверхнего подъёма после твёрдых согласных): д[а]ма́ «дома», к[а]са́ «коса», тр[а]ва́ «трава», м[ъ]локо́ «молоко», м[ъ]лова́т «маловат», го́р[а]д «город», на́д[а] «надо», выд[а]л «выдал» и т. п., в оскольских говорах распространена разновидность аканья сильного (недиссимилятивного) типа[14][15][16]. При сильном аканье гласные /о/ и /а/ совпадают в первом предударном слоге после парных твёрдых согласных в гласном [а] вне зависимости от гласного под ударением: в[а]дá, в[а]ды́, в[а]ди́чка, под в[а]до́й, по в[а]де́ и т. п. Подобный тип аканья распространён также в рязанских и тульских говорах южного наречия, а также в западных и восточных среднерусских акающих говорах. Ему противопоставляется аканье диссимилятивного типа, распространённое в говорах юго-западной диалектной зоны, при котором /о/ и /а/ в первом предударном слоге совпадают в разных гласных ([а] или [ъ]) в зависимости от того, какой гласный находится под ударением[17];
2. Наличие звонкой задненёбной фонемы фрикативного типа /ɣ/ и её чередование с /х/ в конце слова и слога: но[ɣ]а́ — но[х] «нога» — «ног», бер’о[ɣ]у́с’ — бер’о́[х]с’а «берегусь» — «берёгся» и т. п.[18][19][20];
3. Произношение в интервокальном положении /j/, отсутствие ассимиляции и стяжения в возникающих при этом сочетаниях гласных: дêл[аjе]т, зн[аjе]т, ум[е́jе]т, нов[а́jа], нов[у́jу] и т. п.[21][22];
4. Отсутствие ассимиляции по назальности бм > мм: о[бм]а́н, о[бм]е́р’ал и т. п.[23][24][25];
5. Окончание -е в форме родительного падежа единственного числа у существительных женского рода с окончанием -а и твёрдой основой: у жен[е́] «у жены», со стен[е́] «со стены» и т. п.;
6. Различение форм дательного и творительного падежей существительных и прилагательных множественного числа: за но́выми дома́ми, к но́вым дома́м; с пусты́ми в’о́драми, к пусты́м в’о́драм[26];
7. Совпадение безударных окончаний 3-го лица множественного числа глаголов I и II спряжения настоящего времени: дела́й[у]т, пи́ш[у]т — ды́ш[у]т, но́с’[у]т[27];
8. Распространение слов: зе́лени, зеленя́, зе́ль «всходы ржи»; паха́ть[28]; лю́лька (подвешиваемая к потолку колыбель)[3]; коре́ц, ко́рчик в значении «ковш»; дежа́, де́жка «посуда для приготовления теста»[29]; гре́бовать в значении «брезговать»; слова с корнем чап (цап) для обозначения «приспособления для вынимания сковороды из печи»[3] и другие слова и диалектные черты.

### Черты юго-восточной диалектной зоны
Тульские говоры характеризуются всеми чертами юго-восточной диалектной зоны за исключением ряда черт основного пучка изоглосс, ареалы которых исключают территорию, близкую по своим очертаниям к границам Тульской группы говоров. Среди них отмечаются:
1. Возможность совпадения гласных /е/, /а/ и /и/ в гласном [а] в заударных слогах после мягких согласных перед твёрдыми: мế[с’а]ц «месяц», де́[н’а]г «денег», бро́[с’а]л «бросил».
2. Наличие парадигмы глаголов I спряжения с гласным [е] в основе, не изменившимся в [о]: нес[е́]ш, нес[е́]т, нес[е́]м, нес[е́]те и т. д.
3. Употребление личных форм глагола ловить, с гласным [а́], образованных от основы лав-: ла́виш «ловишь», ла́вит «ловит» и т. п.
4. Распространение слова ча́пля «сковородник».

### Черты межзональных говоров
Говоры Тульской группы разделяют все диалектные особенности, общие для межзональных говоров типа Б южного наречия:
1. Яканье — вокализм первого предударного слога после мягких согласных — умеренного и умеренно-диссимилятивного типа различных разновидностей.
2. Склонение слова мышь по типу существительных мужского рода (в литературном языке слово мышь относится к женскому роду).
3. Распространение глагольных форм 3-го лица без окончания т’[13], наиболее последовательно из которых в межзональных говорах встречаются соответствующие формы единственного числа от глаголов I спряжения: он нес’[о́] «он несёт», он дêла[йо] «он делает», а также безударные формы единственного числа II спряжения: он л’у́б[и] «он любит». В некоторых говорах глаголы 3-го лица без окончания т’ могут встречаться и в форме множественного числа II спряжения: они л’у́б’[а] «они любят», они сид’[а́] «они сидят». Данное явление, характерное для северо-западной диалектной зоны широко распространено в говорах Ладого-Тихвинской, Онежской, Гдовской и Псковской групп), а также за пределами северо-западной зоны в Поморской группе говоров.
4. Распространение личных форм от глаголов варить и валить с гласным о́ под ударением в основе: во́риш «варишь», во́лиш «валишь». Ареал данного явления частично захватывает также Рязанскую группу говоров.
5. Распространение следующих слов: рога́ч «ухват»[31]; заку́та, заку́т, заку́тка «постройка для мелкого скота»; загоро́дка «определённый вид изгороди»; держа́лен, держа́лка «ручка цепа»; цепи́нка, тепи́нка «бьющая часть цепа»; жерёбаная «жерёбая» (о лошади); ко́таная «суягная» (об овце); бруха́ть «бодать» (о корове); комари́ «муравьи» и т. д. Распространение слов рога́ч и бруха́ть связывает ареал межзональных говоров типа Б с рязанскими говорами, а распространение слов заку́та, заку́т, заку́тка, держа́лен, цепи́нка, тепи́нка — с курско-орловскими говорами.

### Местные диалектные черты
В число местных диалектных черт говоров Тульской группы включаются:
1. Умеренное яканье[32][33][34][35].